# Темплатный эффект
Темплатный эффект (англ. template effect) — многократное увеличение выхода в реакции синтеза супрамолекулярного комплекса за счет введения в реакционную систему темплата.

## Описание
В реакционной смеси, используемой для синтеза супрамолекулярного комплекса, темплат организует вокруг себя низкомолекулярные соединения и тем самым увеличивает вероятность образования комплекса по сравнению с побочными продуктами. Темплатный эффект имеет кинетическую и селективную природу: темплат ускоряет основную реакцию и не влияет на побочные, что является проявлением кинетического контроля в супрамолекулярной химии. Примером служит образование цикла 18-краун-6 в присутствии иона K+ (см. рисунок). Темплатный эффект играет важную роль в синтезе макроциклических соединений.